# Bracon oenotherae
Bracon oenotherae är en stekelart som först beskrevs av Muesebeck 1925.  Bracon oenotherae ingår i släktet Bracon och familjen bracksteklar. Inga underarter finns listade.